# Messier 19
Messier 19 (M19 o NGC 6273) és un cúmul globular situat en la constel·lació de serpentari. Va ser descobert per Charles Messier en l'any de 1764 i incorporat al seu catàleg d'objectes astronòmics el mateix any.
La seva magnitud conjunta en banda B (filtre blau) és igual a la 8.45, la seva magnitud en banda V (filtre verd) és igual a la 7.47; el seu tipus espectral és F3: fotogràficament s'aprecia de color groguenc a causa de la gran quantitat d'estrelles gegants vermelles (de color groguenc o daurat) que conté.
De la seva velocitat radial, 129.4 km/s, es dedueix que s'allunya de la Terra a més 465.840 km/h: aquesta velocitat és originada per la combinació de la seva velocitat orbital al voltant del nucli de la Via Làctia, a més de la velocitat pròpia del Sol i de la Terra.
M19 és el més oblat dels cúmuls globulars. Es troba a una distància de 28,000 anys llum del sistema solar, i a 5,200 anys llum del centre de la galàxia. Està localitzat 9 graus sobre el Pla Galàctic i lleugerament a l'est del centre de la galàxia.
Vist des de la terra té un diàmetre aparent de disset minuts d'arc (17'), el que correspon amb un diàmetre de 140 anys llum en el seu eix més gran, Utilitzant un telescopi per a aficionats apareixerà amb un diàmetre de 6' i fins a 13.5' en fotografia.

## Observació
El cúmul està situat a 7º d', l'estrella més brillant d'Escorpió. La seva lluminositat és prou elevada per permetre l'observació amb binoculars amb forma de taca difusa. Amb un telescopi de 200 mm es poden començar a resoldre algunes de les seves estrelles. Utilitzant un telescopi per a aficionats apareixerà amb un diàmetre de 6' i fins a 13.5' en fotografia.